# Plátres
Plátres är en ort i Cypern.   Den ligger i distriktet Eparchía Lemesoú, i den centrala delen av landet, 60 km sydväst om huvudstaden Nicosia. Plátres ligger 1 038 meter över havet och antalet invånare är 201. Den ligger på ön Cypern.
Terrängen runt Plátres är lite bergig, och sluttar söderut. Trakten runt Plátres är glesbefolkad, med 14 invånare per kvadratkilometer. Närmaste större samhälle är Sotíra, 19,4 km söder om Plátres. 